# 温泉裸裂尻鱼
温泉裸裂尻鱼（学名：Schizopygopsis thermalis）为輻鰭魚綱鯉形目鲤科裸裂尻鱼属的鱼类，是中国的特有物种。分布于青海省唐古拉山的温泉中、西藏二道河、巴木措、达那曲、那曲、索曲、洛隆、邦达、昂拉仁湖、多格则、达泽措波合藏布干支流等怒江水系上游干支流等内陆水域等。该物种的模式产地在唐古拉山。

## 扩展阅读
維基物種上的相關：温泉裸裂尻鱼